# Pygoscelis
Pygoscelis este un gen al familiei Spheniscidae, care conține trei specii de pinguin care încă trăiesc (Pygoscelis adeliae, Pygoscelis antarctica și Pygoscelis papua) și trei care au dispărut (Pygoscelis grandis, Pygoscelis calderensis și Pygoscelis tyreei).